# Oxford University Museum of Natural History
Oxford University Museum of Natural History, nogle gange blot omtalt som Oxford University Museum eller OUMNH, er et universitetsmuseum, der udstiller en stor del af University of Oxfords naturhistoriske genstande. Det ligger på Parks Road i Oxford, England.
Museet indeholder en forelæsningssal, der bliver brugt af universitetets kemi-, zoologi og matematikfdelinger. Museet har den eneste offentligt tilgængelige adgang til det tilstødende Pitt Rivers Museum.
Museet er blandt de mest besøgte i Storbritannien.